# Euchaetes bicolor
Euchaetes bicolor là một loài bướm đêm thuộc phân họ Arctiinae, họ Erebidae.